# Michel Kurtze
Michel Kurtze (* vermutlich in Ulm; † kurz vor Weihnachten 1438 in Frankfurt am Main) war ein deutscher Steinmetz. Von 1434 bis 1438 leitete er als Werkmeister des Bartholomäusstiftes den Bau des Pfarrturms am Frankfurter Dom.

## Leben und Werk

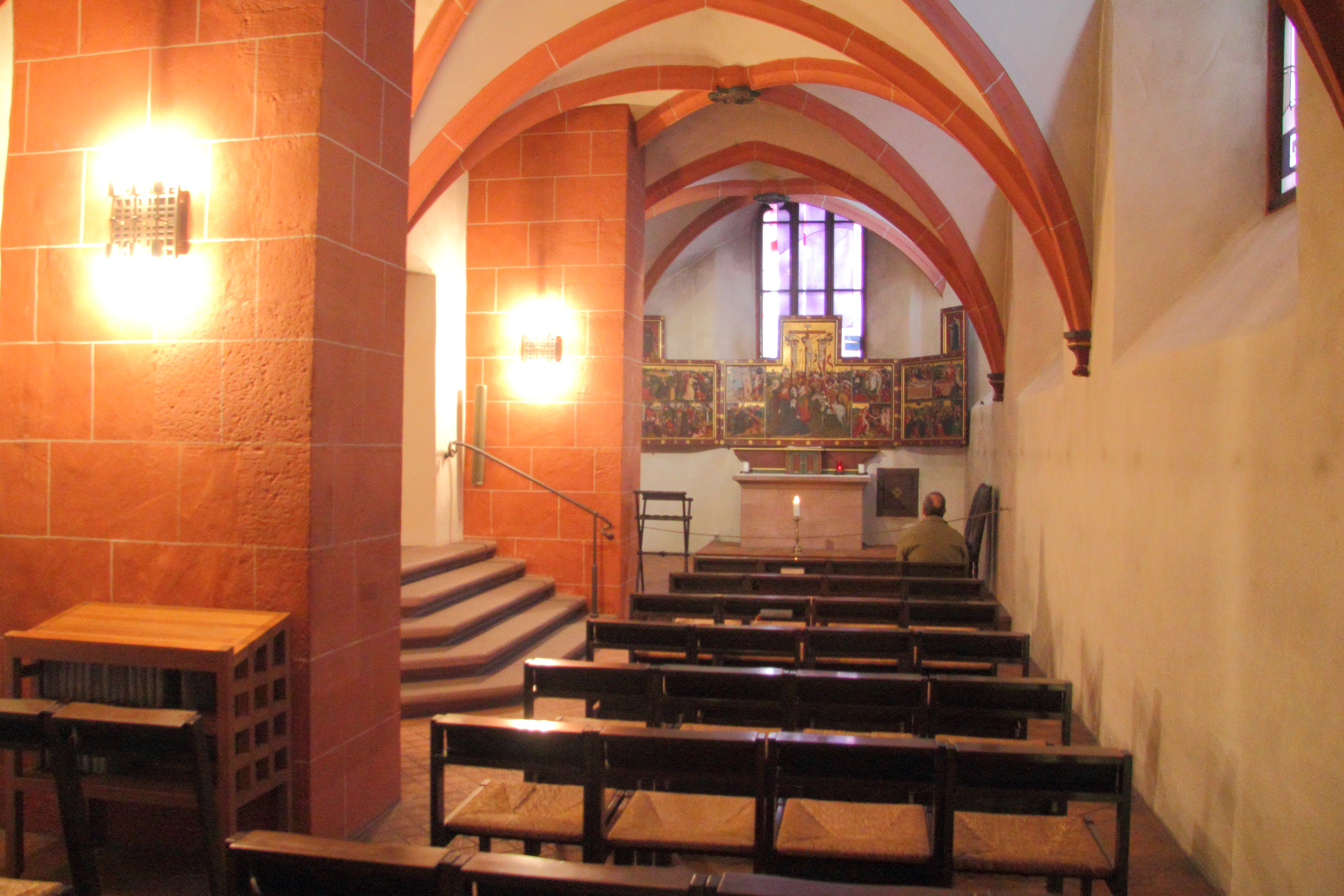
Wahlkapelle im Dom, 1435

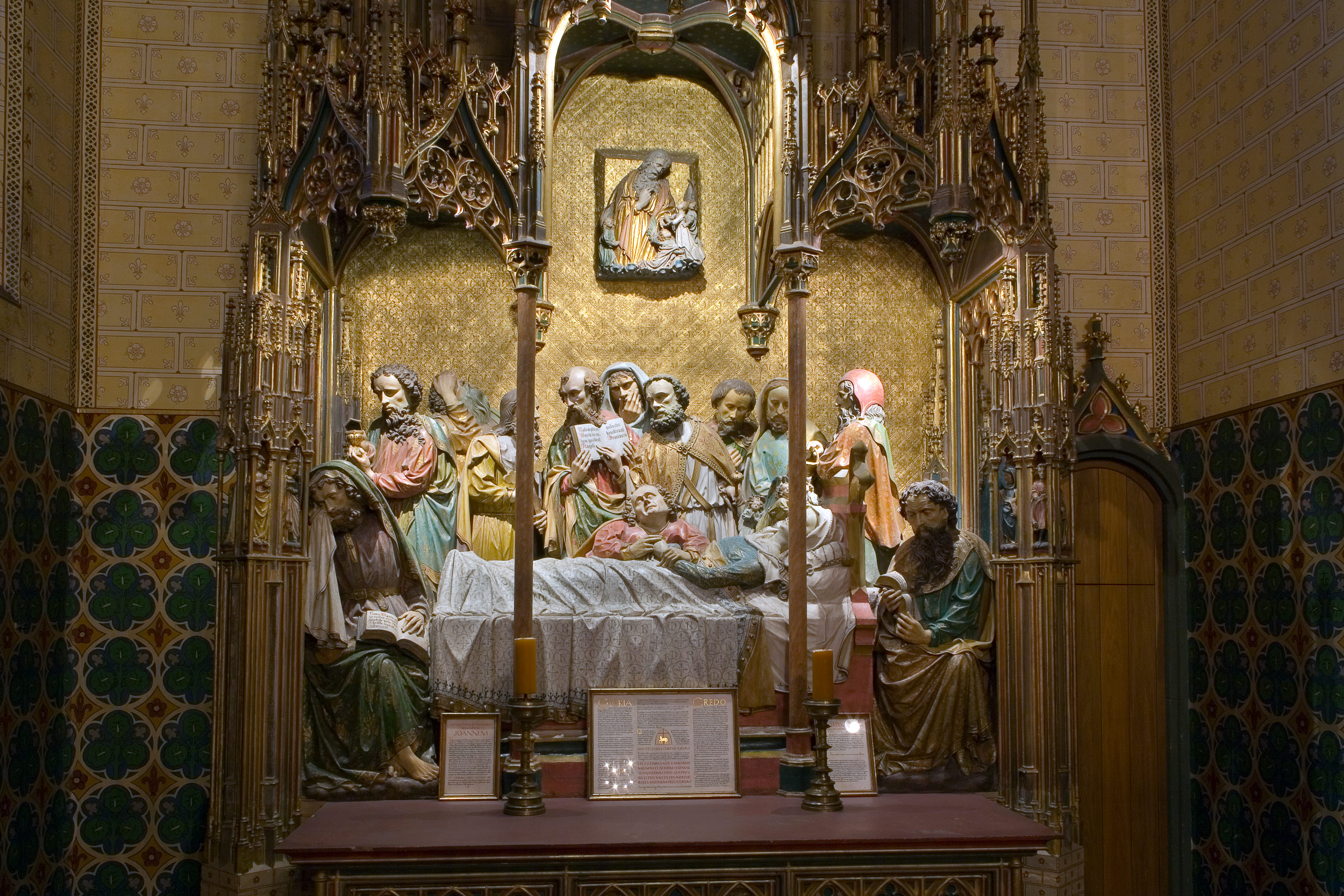
Maria-Schlaf-Altar eines unbekannten Meisters, Michel Kurtze zugeschrieben (Zülch, 1935)

Am 28. Oktober 1429 wurde „Michel Kurtze von Ulm Steinmetz“ Frankfurter Bürger. Er stammte aus der Bauhütte des Ulmer Münsters. In den dortigen Hüttenbüchern ist bis Pfingsten 1429 ein „Michel Murer“ verzeichnet, mutmaßlich ein Sohn des Hans Kurtze, 1411 bis 1431 Parlier und Stadtwerkmeister in Ulm.
In Frankfurt arbeitete Kurtze in der Werkstatt von Stadtbaumeister Madern Gerthener. Nach dessen Tod 1431 wurde Leonhard Murer von Schopfheim der Nachfolger als Dombaumeister und Stadtbaumeister. Kurtze wurde Parlier und war unter anderem für die Beschaffung der Steine verantwortlich.
Anfang Juli 1434 erwarben Kurtze und seine Frau Katharina ein Haus in der Kruggasse. Als bald darauf Meister Murer starb, wurde Eberhard Friedberger sein Nachfolger als Stadtbaumeister, während Kurtze die Leitung des Dombaus übernahm. Sein Auftraggeber war somit das Kapitel des Bartholomäusstiftes, während sein Vorgänger noch einen Dienstvertrag mit dem Rat der Stadt hatte. Kurtze erhielt vom Stift ein Jahresgehalt von 6 Gulden, dazu einen Tagelohn, wenn er auf der Baustelle arbeitete, sowie ein Weingeld.
In den folgenden Jahren machte der Turmbau aus Geldmangel nur geringe Fortschritte. Kurtze wird vor allem die Fertigstellung des mittleren Treppenturms zugeschrieben. Dessen oberer, etwa 7,70 Meter hoher Bauabschnitt wurde unabhängig von den übrigen Bauteilen des Turms errichtet. Zudem besteht er aus Basalt anstelle des sonst überwiegend verwendeten roten Mainsandsteins.
1435 erbaute Kurtze die Wahlkapelle des Domes. Er starb kurz vor Weihnachten 1438 während eines in den Aufzeichnungen der Domfabrik dokumentierten „Großen Sterbens“. Seine Frau Katharina starb vermutlich gleichzeitig, spätestens 1442. Sein Nachfolger als Dombaumeister wurde Jost Schilder, der auch Treuhänder für die beiden hinterbliebenen Kinder Aila und Peter wurde. 
Zülch identifizierte Michel Kurtze 1935 mit dem unbekannten Meister des Maria-Schlaf-Altars. Der bedeutendste Altar im Frankfurter Dom sei 1434 bis 1438 entstanden, also in der Amtszeit Kurtzes als Dombaumeister. Nach seinem Tod sei kein ähnliches Werk in Frankfurt zu verzeichnen. Die Zuschreibung wurde in der späteren Forschung nicht weiterverfolgt.